# Stevie and Zoya
Stevie and Zoya è una serie televisiva animata statunitense del 1987, prodotta da Joe Horne.
La serie è stata trasmessa per la prima volta negli Stati Uniti su MTV dal 1987 al 1989.
I cortometraggi, dalla durata di un minuto, sono stati prodotti da Joe Horne, che in seguito ha lavorato per la Disney e Class of 3000. Horne ha prodotto successivamente due nuove webserie con l'animazione flash nel 2004, mentre nel 2010, Horne ha pubblicata un'altra versione della serie.
La prima serie fu sviluppata in modo rozzo, così come l'animazione. Zoya ha parlato in soli due episodi, mentre Stevie in uno solo dove ha pronunciato una sola parola: "Framed". La serie è stata veloce, il che gli ha conferito uno status di culto. La narrazione è stata fornita dall'attore Russell Johnson. Occasionalmente venivano lasciati gli errori di Johnson o degli altri doppiatori, dando al cartone un'impressione di improvvisazione.

## Trama
Ambientata nel futuro a New York City, i protagonisti Stevie e Zoya lavorano per un'agenzia di polizia chiamata "DADDIO" (parodia di Organizzazione U.N.C.L.E.). Stevie Washington è raffigurato come un giovane uomo bianco poco più che ventenne, con capelli neri, occhiali da sole, maglietta nera, jeans e scarpe da ginnastica. Raramente viene visto senza il suo skateboard rosso, bianco e blu (negli episodi in flash, Stevie indossa occhiali e una felpa con cappuccio che oscura i suoi lineamenti.). Zoya è raffigurata come una giovane ragazza con una tuta rossa e cintura nera, colletto, guanti, stivali con tacco a punta e un grande fiocco di capelli che assomiglia alle orecchie di coniglio di Playboy. Come arma usa uno yo-yo. In genere lo usa per saltare dai lampioni o edifici in stile Uomo Ragno, per disarmare gli avversari e in un'occasione per disinnescare una bomba. Stevie e Zoya tentano di fermare le nefande trame di vari super criminali, inclusi gli alieni spaziali, le Minute Women, la sacerdotessa voodoo Mamuwaldi, i Discozombie e soprattutto, l'industriale malvagio sfigurato John Warlok.

## Episodi
| Stagione       | Episodi | Prima TV USA | Prima TV Italia |
| -------------- | ------- | ------------ | --------------- |
| Prima stagione | 13      | 1987-1989    | inedita         |
| Webisodi       | 6       | 2004         | inediti         |

## Personaggi e doppiatori
- Stevie.
- Zoya.
- Narratore, doppiato da Russell Johnson.

## Produzione

### Ideazione e sviluppo
La serie originale è stata realizzata con l'animazione tradizionale, vernice spray e supporto per fotocamera d'animazione da 35 mm. Le animazioni sono state commissionate dalla rete MTV a New York, la quale ha fornito anche i diritti sull'uso di qualsiasi musica necessaria.
La serie è stata realizzata in un periodo in cui i budget erano piuttosto bassi e i costi delle attrezzature per l'animazione, in particolare il rodovetro, la carta, gli sfondi e le fotocamere, erano alti.